# جسر شنغوانغ
جسر شنغوانغ (بالصينية: 新光大桥 ؛ بالإنجليزية: Xinguang Bridge) هو جسر قوسي يقطع نهر اللؤلؤ في مدينة قوانتشو بمقاطعة غوانغدونغ، الصين. تم افتتاحه في عام 2008. يُعتبر هذا الجسر واحد من أطول عشرة جسور قوسية في العالم، حيث يبلغ طوله الإجمالي 782 متر، بينما تبلغ المسافة الحرة فيه حوالي 428 متر.

## الإنشاء
تم البدء بإنشاء الجسر في عام 2007، واستمر العمل لمدة عام حتى عام 2008. وبشكل عام، فأن الطول الإجمالي لجميع المشروع قد بلغ 1083 متر، بما فيه القوس الرئيسي الذي بلغ طوله 782. بالنسبة لسطح الجسر، فيخترق قوس البناء بمسافة 428 متر مُقاسة بين جداريّ الجسر. بينما يبلغ الطول الحر الجانبي حوالي 177 متر. فيما يبلغ ارتفا عالجسر 34 متر. لقد تم العمل على إيجاد تصميم مبتكر في هذا المشروع من خلال تصميم القاعدة ذات شكل حرف V، والمدعومة بالأعمدة Piles والتي تم إنشاؤها في نهايتيّ القوس.

## معرض صور

غوانغدونغ حيث يقع الجسر

## وصلات خارجية
- جسر شنغوانغ  على موقع ستركتر

- جسر شنغوانغ
- صور فضائية للجسر من ويكي مابيا